# أحمد السيد (قاضي)
أحمد عوض السيد (مواليد 1965 في القنيطرة) قاضٍ وسياسي سوري شغل منصب وزير العدل في حكومات حسين عرنوس الأولى والثانية ومحمد غازي الجلالي من 30 آب 2020 إلى 10 كانون الأول 2024 بعد يومين من سقوط نظام الأسد.

## سيرته
ولد في القنيطرة عام 1965م، تخرَّج في كلية الحقوق بجامعة دمشق عام 1994.
شغل مهام قاضي تحقيق أول، ثم قاضي تحقيق مالي، ومحام عام في ريف دمشق، ومحام عام أول بدمشق، ومستشار بمحكمة النقض.
متزوج وله أربعة أولاد: ابنان وابنتان.